# 大花紫堇
大花紫堇（学名：Corydalis macrantha）为罂粟科紫堇属下的一个种。

## 扩展阅读
- 維基物種上的相關：大花紫堇